# Liste der Stolpersteine in Berlin-Haselhorst
Die Liste der Stolpersteine in Berlin-Haselhorst enthält die Stolpersteine im Berliner Ortsteil Haselhorst im Bezirk Spandau, die an das Schicksal der Menschen erinnern, die im Nationalsozialismus ermordet, deportiert, vertrieben oder in den Suizid getrieben wurden. Die Tabelle erfasst insgesamt drei Stolpersteine und ist teilweise sortierbar; die Grundsortierung erfolgt alphabetisch nach dem Familiennamen.
| Bild | Name               | Standort             | Verlegedatum  | Leben |  |
| ---- | ------------------ | -------------------- | ------------- | --- |  |
|      | Werner Adam        | Haselhorster Damm 16 | 10. Okt. 2011 | Werner Adam wurde am 7. Dezember 1900 in Berlin geboren. Er war als kaufmännischer Angestellter tätig und zeigte offenbar Sympathien für den Kommunismus. Die Akten weisen zwar zwei Verurteilungen auf, genaue Hintergründe dazu lassen sich jedoch nicht mehr ermitteln. Es wird davon ausgegangen, dass er aufgrund des Vorwurfes der Homosexualität verfolgt wurde. Nach seiner Haftentlassung aus Plötzensee 1942 wurde er in das Konzentrationslager Buchenwald überführt, wo er am 7. August 1942 ermordet wurde. |  |
|      | Gertrud Hanna      | Lüdenscheider Weg 6C | 8. Okt. 2021  | Nachdem am 2. Mai 1933 die freien Gewerkschaften in Deutschland durch die NSDAP aufgelöst waren, wurde am 3. Mai 1933 Gertrud Hanna vollständig „außer Dienst gestellt“ und sie verlor damit alle Funktionen, ihr Gehalt und ihren Lebensinhalt. Gertrud und ihre Schwester Antonie Hanna wurden seitdem von der Gestapo überwacht. Ihrer finanziellen Lebensgrundlagen beraubt, versuchten die Schwestern sich mit Flickarbeiten durchzubringen. In der Nacht zum 26. Januar 1944 nahmen sie sich gemeinsam das Leben. Die Steine vor dem Grundstück Lüdenscheider Weg 6C erinnern an Gertrud Hanna und Antonie Hanna. Sie wurden am 8. Oktober 2021 auf Initiative des Volksbunds Deutsche Kriegsgräberfürsorge, der Jugendgeschichtswerkstatt (Stolperstein-Initiative) Spandau und der Bertolt-Brecht-Oberschule verlegt. |  |
|      | Emma Antonie Hanna | Lüdenscheider Weg 6C | 8. Okt. 2021  | |  |